# Declan Tingay
Declan Tingay, född 6 februari 1999, är en friidrottare från Australien. Han deltog vid olympiska sommarspelen 2020 och olympiska sommarspelen 2024.